# Rhythms del Mundo
Rhythms del Mundo è un progetto senza fini di lucro per la realizzazione di un album, che mette insieme un collettivo di musicisti cubani, di livello internazionale, tra cui Ibrahim Ferrer e Omara Portuondo del Buena Vista Social Club con artisti statunitensi e inglesi come U2, Coldplay, Sting, Jack Johnson e Maroon 5, Arctic Monkeys, Franz Ferdinand, The Kaiser Chiefs e molti altri.
Dopo il successo di questo album, ne è stato pubblicato un secondo nel 2009, Rhythms del Mundo Classics.

## Background
Rhythms Del Mundo include anche musica dei più famosi cantanti cubani come Omara Portuondo e l'ultima registrazione vocale del cantante di Afro-Cuban bolero, Ibrahim Ferrer, che morì nell'agosto 2005. Gli altri musicisti cubani del Buena Vista Social Club che si esibiscono sono: Barbarito Torres, Amadito Valdés, Virgilio Valdes, Angel Terri Domech, Manuel "Guajiro" Mirabal, Orlando Cachaito López e Demetrio Muniz. Questo progetto è stato concepito dall'idea di Kenny Young ed i Berman Brothers. Il trio ha anche prodotto le nuove 16 canzoni originali del CD.

Kenny Young, fondatore del Trustee of APE, spiega come è nato il progetto: 

Il commento di Thom Yorke dei Radiohead: 

## Beneficenza
Il ricavato dell'album viene devoluto in beneficenza all'organizzazione Artists' Project Earth (APE), che raccoglie fondi per le calamità naturali causate dal cambiamento del clima. Tutti gli artisti in questo album sostengono pienamente la causa di questo progetto.

## Produzione
Gran parte della registrazione di questo album è stata realizzata in Havana al Abdala Studios da aprile 2005 a giugno 2006. Gran parte del cantato rimane lo stesso, i musicisti del Buena Vista Social Club hanno utilizzato gli strumenti originali per ogni canzone creando qualcosa di assolutamente unico, imprimendo il loro stile su ogni canzone. Rhythms Del Mundo include canzoni rielaborate come Clocks dei Coldplay, Better Together di Jack Johnson, She Will be Loved dei Maroon 5, High and Dry dei Radiohead e Dancing Shoes degli Arctic Monkeys.

## Tracce
1. Clocks - Coldplay
2. Better Together - Jack Johnson
3. Dancing Shoes - Arctic Monkeys
4. One Step Too Far - Dido & Faithless
5. As Time Goes By - Ibrahim Ferrer (cover di Dooley Wilson)
6. I Still Haven't Found What I'm Looking For - U2 & Coco Freeman
7. She Will Be Loved - Maroon 5
8. Modern Way - The Kaiser Chiefs
9. Killing Me Softly - Omara Portuondo (cover di Roberta Flack)
10. Ai No Corrida - Vania Borges feat. Quincy Jones
11. Fragilidad - Sting
12. Don't Know Why - Vania Borges (cover di Norah Jones)
13. Hotel Buena Vista - Aquila Rose & Idania Valdez
14. The Dark of the Matinee - Coco Freeman feat. Franz Ferdinand
15. High and Dry - El Lele de Los Van Van feat. Radiohead (samples)
16. Casablanca (As time goes by) - Ibrahim Ferrer & Omara Portuondo (bonus track)
17. I Heard It Through The Grapevine -  Kaiser Chiefs (cover)

## Classifica

### Posizioni
| Classifica (2006/2007)          | Posizione raggiunta |
| ------------------------------- | ------------------- |
| Belgium (Fiandre) Albums Chart  | 22                  |
| Belgium (Wallonia) Albums Chart | 94                  |
| U.S. Billboard Top World Albums | 74                  |
| Swiss Albums Chart              | 11                  |
| Mexican Albums Chart            | 34                  |
| French Albums Chart             | 59                  |